# Port Aransas (Texas)
Port Aransas es una ciudad ubicada en el condado de Nueces en el estado estadounidense de Texas. En el Censo de 2010 tenía una población de 3480 habitantes y una densidad poblacional de 95,5 personas por km².

## Geografía
Port Aransas se encuentra ubicada en las coordenadas 27°49′15″N 97°5′21″O / 27.82083, -97.08917. Según la Oficina del Censo de los Estados Unidos, Port Aransas tiene una superficie total de 36.44 km², de la cual 23.14 km² corresponden a tierra firme y 13.3 km² (36.51 %) es agua.

## Demografía
Según el censo de 2010, había 3480 personas residiendo en Port Aransas. La densidad de población era de 95,5 hab./km². De los 3480 habitantes, Port Aransas estaba compuesto por el 94.2 % blancos, el 0.34 % eran afroamericanos, el 0.95 % eran amerindios, el 1.26 % eran asiáticos, el 0.09 % eran isleños del Pacífico, el 1.21 % eran de otras razas y el 1.95 % pertenecían a dos o más razas. Del total de la población el 7.7 % eran hispanos o latinos de cualquier raza.